# Phialophora intermedia
Phialophora intermedia är en svampart som beskrevs av Iwatsu, Udagawa & Toyaz. 1988. Phialophora intermedia ingår i släktet Phialophora och familjen Herpotrichiellaceae.   Inga underarter finns listade i Catalogue of Life.